# Skip Ewing
Donald Ralph „Skip“ Ewing (* 6. März 1964 in Redlands, Kalifornien) ist ein US-amerikanischer Country-Sänger und Songwriter.

## Anfänge
Als Sohn eines Marine-Offiziers erhielt Donald Ralph Ewing schon in früher Kindheit den aus "Skipper" abgeleiteten Spitznamen "Skip". Seine Begeisterung für Country-Musik wurde durch die Songs von Merle Haggard und Lefty Frizzell ausgelöst. Gitarre spielen konnte er eher als Lesen und Schreiben, seinen ersten Song verfasste er im Alter von zehn Jahren. Nach seiner Schulzeit hatte er erste Auftritte in einem Vergnügungspark in Virginia. Mit 19 Jahren zog er nach Nashville, wo er im Opryland berühmte Country-Musiker darstellte.

## Karriere
Wie viele andere Country-Musiker vor ihm, begann Skip Ewing als Songwriter. Er erwies sich als so talentiert, dass ihn der führende örtliche Musikverlag, Acuff-Rose Music, unter Vertrag nahm. Bereits nach kurzer Zeit wurden seine Songs von etablierten Stars wie George Jones oder Charley Pride interpretiert. 1987 erhielt der aufstrebende Nachwuchsmusiker bei MCA einen Schallplattenvertrag. Ein Jahr später wurde das Album The Coast Of Colorado eingespielt. Produziert wurde es von Jimmy Bowen und Skip Ewing selbst, der auch alle Songs komponierte. Im Gegensatz zu anderen Singing-Songwritern besaß er eine ausgesprochen angenehm klingende Stimme. Aus der Debüt-CD wurden mehrere Singles ausgekoppelt. Burnin’ A Hole In My Heart erreichte Platz drei der Country-Charts. Das gutaussehende musikalische Multitalent hatte den Durchbruch geschafft.
Seine nächste CD, The Will To Love, war ähnlich erfolgreich. In zum Teil größeren Zeitabständen folgten weitere Alben. Gute Hitparaden-Platzierungen waren aber die Ausnahme. Umso erfolgreicher war Ewing als Songwriter. Er komponierte insgesamt mehr als ein Dutzend Nummer-1-Hits. Bis heute wurden mehr als 250 seiner Songs von nahezu allen Großen der Country-Szene aufgenommen. 1991 wechselte er gemeinsam mit Jimmy Bowen zum Capitol Label.

## Diskografie

### Studioalben
| Jahr | Titel                 | Höchstplatzierung, Gesamtwochen, AuszeichnungChartsChartplatzierungen (Jahr, Titel, Platzierungen, Wochen, Auszeichnungen, Anmerkungen) | Anmerkungen |
| Jahr | Titel                 | Country | Anmerkungen |
| ---- | --------------------- | --- | ----------- |
| 1988 | The Coast of Colorado | Country29 (74 Wo.)Country |             |
| 1989 | The Will to Love      | Country44 (24 Wo.)Country |             |

Weitere Studioalben
- 1990: A Healin’ Fire
- 1990: Following Yonder Star
- 1991: Naturally
- 1993: Homegrown Love
- 1997: Until I Found You
- 2001: Indian Elephant Tea (The Big Kidz Band featuring Skip Ewing)

### Kompilationen
- 1991: Greatest Hits
- 2009: Hits Volume One

### Singles
| Jahr | Titel Album                                        | Höchstplatzierung, Gesamtwochen, AuszeichnungChartsChartplatzierungen (Jahr, Titel, Album, Platzierungen, Wochen, Auszeichnungen, Anmerkungen) | Anmerkungen |
| Jahr | Titel Album                                        | Country | Anmerkungen |
| ---- | -------------------------------------------------- | --- | ----------- |
| 1988 | Your Memory Wins Again The Coast of Colorado       | Country17 (18 Wo.)Country |             |
| 1988 | I Don’t Have Far to Fall The Coast of Colorado     | Country8 (24 Wo.)Country |             |
| 1988 | Burnin’ a Hole in My Heart The Coast of Colorado   | Country3 (22 Wo.)Country |             |
| 1989 | The Gospel According to Luke The Coast of Colorado | Country10 (20 Wo.)Country |             |
| 1989 | The Coast of Colorado                              | Country15 (24 Wo.)Country |             |
| 1989 | It’s You Again The Will to Love                    | Country5 (26 Wo.)Country |             |
| 1990 | If a Man Could Live on Love Alone The Will to Love | Country70 (5 Wo.)Country |             |
| 1990 | I’m Your Man A Healin’ Fire                        | Country69 (4 Wo.)Country |             |
| 1991 | I Get the Picture Naturally                        | Country73 (1 Wo.)Country |             |
| 1992 | Naturally                                          | Country71 (1 Wo.)Country |             |
| 1995 | Christmas Carol Following Yonder Star              | Country44 (7 Wo.)Country |             |
| 1997 | Mary Go ’Round Until I Found You                   | Country58 (12 Wo.)Country |             |
| 1997 | Answer to My Prayer Until I Found You              | Country66 (7 Wo.)Country |             |

Weitere Singles
- 1990: The Dotted Line
- 1993: Losing You Is New to Me
- 1993: Grandma’s Garden